# Camponotus impressilabris
Camponotus impressilabris är en myrart som beskrevs av Hermann Stitz 1938. Camponotus impressilabris ingår i släktet hästmyror, och familjen myror. Inga underarter finns listade.